# Оздоев, Курейш Измаилович
Курейш Измаилович Оздо́ев (1925, Базоркино, Ингушская автономная область — 19 июля 1989, Грозный) — советский хозяйственный, государственный и политический деятель, председатель президиума Верховного Совета Чечено-Ингушской АССР (1971—1973).

## Биография
Родился в 1925 году в селе Базоркино Ингушской автономной области (ныне село Чермен в Пригородном районе Северной Осетии). Член КПСС.
До 1957 года — ученик Северо-Казахстанского механического техникума, мастер, начальник цеха, начальник диспетчерского бюро судостроительного завода в Казахской ССР.
В 1957—1963 годах — заместитель начальника, начальник цеха завода «Красный молот», директор арматурного завода в Грозном.
В 1963—1970 годах — первый секретарь Заводского районного комитета КПСС города Грозного.
В 1970—1971 годах — министр местной промышленности Чечено-Ингушской АССР.
В 1971—1973 годах — председатель президиума Верховного Совета Чечено-Ингушской АССР.
В 1973—1986 годах — заместитель начальника производственного объединения «Грознефтехимзаводы», заместитель директора завода «Нефтехимзапчасть» в Черкесске.
Депутат Верховного Совета РСФСР 8-го созыва. Делегат XXIV съезда КПСС.
Умер 19 июля 1989 года в Грозном.

## Награды
- Орден Трудового Красного Знамени (25.08.1971)